# U型山谷

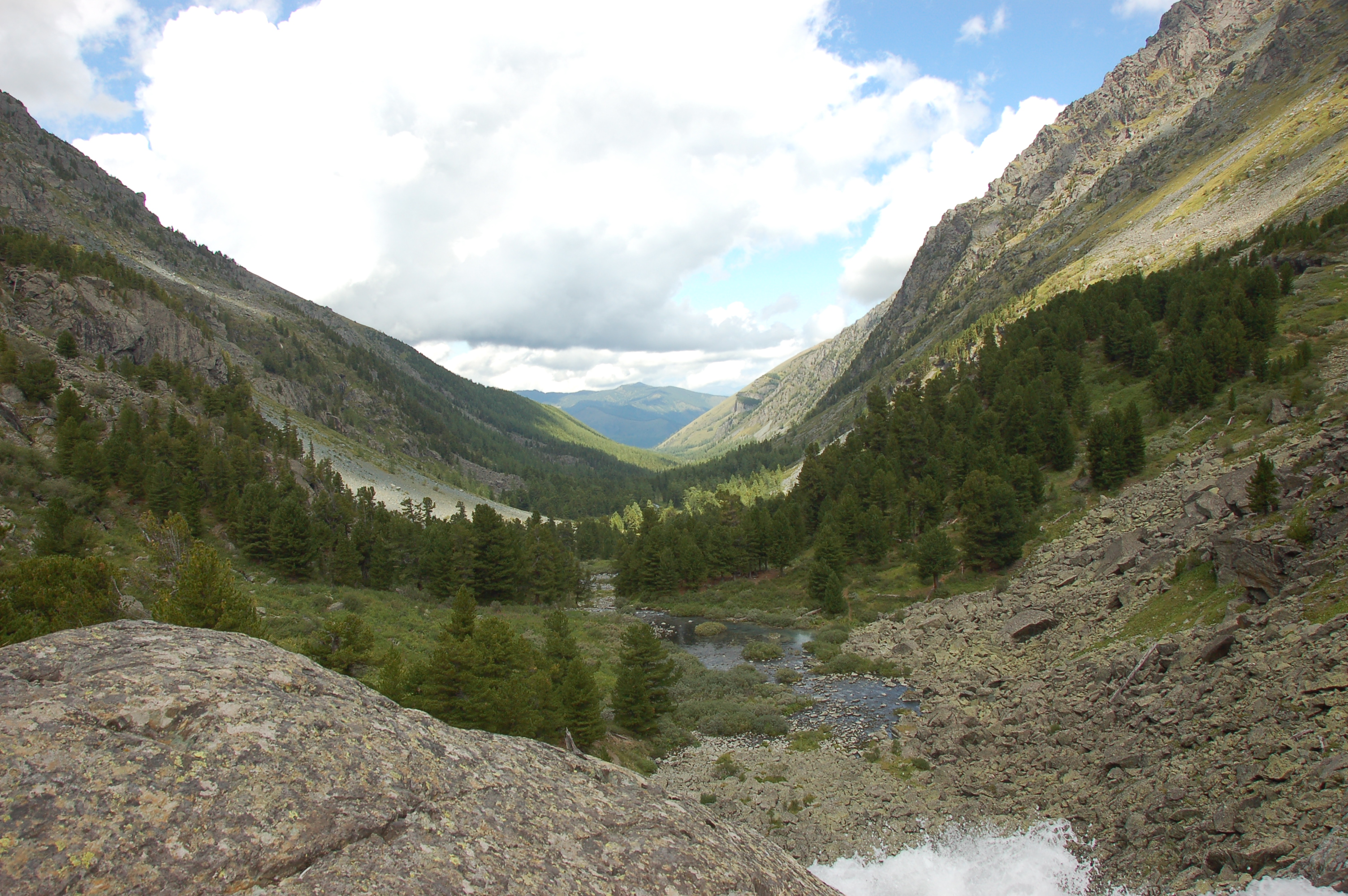

冰川谷（又称U形谷、冰川槽谷）是冰川侵蚀作用形成的谷地。它的山谷陡峭，谷底平缓，横剖面呈抛物线形，类似字母U。当冰川顺着倾斜的山坡向下移动，山谷就会被冲刷、侵蚀。等到冰川融化或解冻，就留下一个山谷，其中常常散落着被冰川运来的小石块。
多山的地区常常有冰川谷。如在阿尔卑斯山、喜马拉雅山、洛矶山、苏格兰高地、斯堪的纳维亚半岛、新西兰和加拿大等。一个典型的冰川谷是圣玛丽河的流经，位于美国蒙大拿州的冰河国家公园的冰川谷。